# Um Milhão na Mesa
Um Milhão na Mesa é um programa em exibição no Sistema Brasileiro de Televisão (SBT) em parceria com a produtora de alimentos Nestlé, veiculado em 2011. O formato original é da Inglaterra e foi produzido pela produtora holandesa Endemol.

## Avant première
Em 18 de setembro de 2011, o SBT anunciou uma surpresa dentro do Programa Silvio Santos que seria exibida a partir das 23h. Na ocasião o jornalista Daniel Castro do portal R7 informou a surpresa da noite de domingo. Silvio Santos iria estrear o formato dentro do Programa Silvio Santos, na ocasião foi feito um piloto, cujas participantes não foram sorteados pela Nestlé, mas sim duas das seis filhas de Silvio, Patrícia e Rebeca Abravanel. O apresentador comentou aos espectadores que havia dado uma casa para cada filha, mas que não estava disposto a dar os móveis, mas com a insistência das filhas ele decidiu desafia-las, tudo que elas ganhassem no programa elas poderiam gastar nos móveis da casa. Na ocasião as duas moças levaram nenhum prêmio, o que causou extrema gozação de Silvio que se sentiu aliviado em não ter que dar os móveis.
Audiência
A Avant Première rendeu 12 pontos de média do IBOPE na praça de São Paulo. Tal fato desencadeou que três emissoras ficassem na liderança simultaneamente.

## Estreia oficial
Em 21 de setembro de 2011 estreou oficialmente o programa com pessoas que adquiriram produtos da marca Nestlé e se inscreveram. Ao todo três duplas participaram do programa, as duas primeiras duplas não levaram nada para casa, e a segunda dupla levou 40 mil reais.
Audiência
Estreou com 7,5 pontos de média, garantindo a terceira posição.

## Formato
No jogo uma dupla de competidores começam o jogo com a quantia de um milhão de reais, dividido em 50 maços de R$ 20.000 em cédulas de R$ 20, e ao longo do jogo eles vão apostando a quantia. Ao todo são 7 perguntas, onde os participantes podem escolher uma entre duas categorias propostas para a pergunta. O apresentador revela as alternativas da pergunta e a equipe tem 30 segundos para responder a pergunta.
- As perguntas 1, 2 e 3 têm 4 alternativas de resposta.
- As perguntas 4, 5 e 6 têm 3 alternativas.
- A última pergunta 7 tem 2 alternativas.

Os competidores precisam fazer suas apostas, colocando o dinheiro nas respectivas bandejas das alternativas. Todo o dinheiro em jogo deve ser apostado, mesmo que em alternativas diferentes. Se alguma quantia permanecer fora das bandejas após o tempo de 30 segundos, será considerado dinheiro perdido.
Os competidores não podem desistir durante o jogo, e devem escolher a estratégia que considerarem mais adequada, apostando em apenas uma alternativa ou dividindo o dinheiro em mais de uma resposta, porém uma das alternativas de resposta deve sempre estar vazia. Somente uma alternativa corresponde à resposta correta, o dinheiro apostado nas alternativas incorretas será perdido.
A única ajuda disponível durante o jogo é a "Mudança Rápida". Após finalizado o tempo para as apostas, pode-se solicitar, a critério dos concorrentes, um tempo adicional de 10 segundos para mudar suas respostas.
O jogo se encerra a qualquer momento, se os participantes perderem todo o dinheiro ou após a sétima pergunta, com o valor que a dupla conseguir manter.

## Participantes
| Episódio    | Participantes                     | Data de Exibição       | Valor conquistado |
| ----------- | --------------------------------- | ---------------------- | ----------------- |
| Pré-Estreia | Patricia e Rebeca Abravanel       | 18 Setembro 2011 (DNF) | R$0(desistiu)     |
| 1           | Lindamar e Jessica                | 21 Setembro 2011       | R$0(desistiu)     |
| 1           | William e Carmen                  | 21 Setembro 2011       | R$0(desistiu)     |
| 1           | Cecília e Alessandro              | 21 Setembro 2011       | R$40.000          |
| 2           | Márcia e Paulo                    | 28 Setembro 2011       | R$320.000         |
| 3           | Maria Regiane e Rodolfo           | 05 Outubro 2011 (DNF)  | R$0(desistiu)     |
| 3           | Carlos e Douglas                  | 05 Outubro 2011 (DNF)  | R$0(desistiu)     |
| 3           | Liziane e Eliane                  | 05 Outubro 2011 (DNF)  | R$0(desistiu)     |
| 4           | Reinaldo e Fernanda Maria Azevedo | 12 Outubro 2011        | R$500.000         |
| 4           | Ana Paula e Eliane                | 12 Outubro 2011        | R$0(desistiu)     |
| 5           | Deusdete e Maria                  | 19 Outubro 2011 (DNF)  | R$0(desistiu)     |
| 5           | Gilvaneide e Gilvania             | 19 Outubro 2011 (DNF)  | R$0(desistiu)     |
| 6           | Jonatas e Paulo                   | 26 Outubro 2011        | R$0(desistiu)     |
| 6           | Marcia e Marcela                  | 26 Outubro 2011        | R$180.000         |
| 7           | Priscila e Nelson                 | 02 Novembro 2011 (DNF) | R$0(desistiu)     |
| 8           | José Ricardo e Josilene           | 09 Novembro 2011       | R$100.000         |
| 8           | Kleber e Marcio                   | 09 Novembro 2011       | R$0(desistiu)     |
| 8           | Derick e Mercedes                 | 09 Novembro 2011       | R$0(desistiu)     |
| 9           | Maria Leia e Natalia              | 16 Novembro 2011       | R$0(desistiu)     |
| 9           | Franselma e Ivanildo              | 16 Novembro 2011       | R$0(desistiu)     |
| 9           | Magali e Maria Terezinha          | 16 Novembro 2011       | R$260.000         |
| 10          | Simone e Antônio                  | 23 Novembro 2011       | R$600.000         |
| 10          | Kacia e Richardson                | 23 Novembro 2011       | R$0(desistiu)     |
| 11          | Normeide e Deraldino              | 30 Novembro 2011 (DNF) | R$0(desistiu)     |
| 11          | Paulo e Daiane                    | 30 Novembro 2011 (DNF) | R$0(desistiu)     |
| 12          | Ronaldo e Adriana                 | 07 Dezembro 2011 (DNF) | R$0(desistiu)     |
| 12          | Sildevania e Silvana              | 07 Dezembro 2011 (DNF) | R$0(desistiu)     |
| 12          | Luciano e Ana Claudia             | 07 Dezembro 2011 (DNF) | R$0(desistiu)     |
| 13          | Eliene e Doralice                 | 14 Dezembro 2011       | R$0(desistiu)     |
| 13          | Cícero e Geovani                  | 14 Dezembro 2011       | R$40.000          |